# بانگ جون سوک
بانگ جون سوک (کره‌ای: 방준석؛ ۱ اوت ۱۹۷۰ – ۲۶ مارس ۲۰۲۲) آهنگساز موسیقی فیلم و کارگردان موسیقی اهل کره جنوبی بود. او همچنین یکی از اعضای بند آزمایشی یو اند می بلو بود. او در ۲۶ مارس ۲۰۲۲ در نیویورک به علت سرطان معده در گذشت.

## فیلم‌شناسی
- برخی از آثار
- منطقه امنیتی مشترک (۲۰۰۰)
- گارد ساحلی (۲۰۰۲)
- سانی (۲۰۰۸)
- دزدان (۲۰۱۲) – از عوامل دپارتمان موسیقی
- امید (۲۰۱۳)
- تخت پادشاهی (۲۰۱۵)
- کهنه‌سرباز (۲۰۱۵)
- جزیره کشتی جنگی (۲۰۱۷)
- کلاهبرداران (۲۰۱۷)
- فرار از موگادیشو (۲۰۲۱)